# Giro d'Italia de 1988
Giro d'Italia 1988 foi a septagésima primeira edição da prova ciclística Giro d'Italia (Corsa Rosa), realizada entre os dias 23 de maio e 12 de junho de 1988.
A competição foi realizada em 23 etapas com um total de 3.579,0 km.
O vencedor foi o ciclista norte-americano Andy Hampsten. Largaram 180 ciclistas, cruzaram a linha de chegada 125, e o vencedor conclui a prova com a velocidade média de 36,788 km/h. Foi a primeira vitória de um competidor oriundo do Continente Americano. A prova, até então, havia sido ganha apenas por europeus. O feito ainda hoje não voltou a ser repetido por quaisquer ciclistas não-europeus.